# Setariopsis
Setariopsis là một chi thực vật có hoa trong họ Hòa thảo (Poaceae).
Các loài
- Setariopsis auriculata (E.Fourn.) Scribn. - Mexico, Trung Mỹ, Venezuela, Colombia, Quận Pima[4] ở Arizona
- Setariopsis latiglumis (Vasey) Scribn. - Mexico